# Chrysochromulina-ericina-Virus
Chrysochromulina-ericina-Virus (CeV, auch Haptolina-ericina-Virus, HeV, Spezies Tethysvirus raunefjordenense) ist ein von Riesenvirus in der Familie Mesomimiviridae der Ordnung (Biologie) Imitervirales.
Referenzisolat („Exemplar“) ist Chrysochromulina-ericina-Virus 01B (CeV-01B alias HeV-01B). 
CeV-01B infiziert Haptolina ericina (früher der Gattung Chrysochromulina zugeordnet), eine marine Mikroalge aus der Gruppe der Haptophyta. CeV-01B ist wie alle Mitglieder der Ordnung Imitervirales ein dsDNA-Virus
und gehört mit diesen zum Phylum Nucleocytoviricota (veraltet Nucleocytoplasmic large DNA viruses, NCLDV).

## Geschichte und Systematik
CeV wurde 1998 in den norwegischen Küstengewässern entdeckt, isoliert und charakterisiert.
Es wurde damals angenommen, dass es zusammen mit allen anderen bekannten Viren, die Algen infizieren – der Gruppe der „OLPG“ (englisch Organic Lake Phycodna(virus) Group) – zu den Phycodnaviridae gehört.
Die Entdeckung von Acanthamoeba polyphaga Mimivirus zeigte, dass es marine Mimiviren gibt, die Mikroalgen infizieren könnten.
Ein CeV-Stamm wurde später 2013 auch im Golf von Maine gefunden,
die phylogenetische Analyse einiger spezifischer Marker bestätigte auch hier die Nähe zu den Mimiviridae.
Im Jahr 2015 wurde CeV-01B von Lucie Gallot-Lavallée, Jean-Michel Claverie et&nbsb;al. vollständig sequenziert, um es als Mitglied der erweiterten Mimiviridae (heute Ordnung Imitervirales) zu klassifizieren.
Weitere Isolate bzw. Genomsequenzen sind M05-01 und M06-08, beide wie 2008 veröffentlicht wie CeV-01B aus dem Raunefjord (Norwegen).
Im April 2023 wurde die Ordnung Imitervirales, die bis dato nur die Familie Mimiviridae beinhaltete, um einige früher zu den Phycodnaviridae gestellte Vertreter Mikroalgen parasitierender Viren erweitert,
für diese Mimiviridae-Verwandtschaft war vom ICTV bereits im März 2020 mit der neu geschaffenen Ordnung Imitervirales eine Heimat geschaffen worden.
Für die Erweiterung um die bislang als „OLPG“ bezeichnete Gruppe wurde dabei die Familie Mesomimiviridae offiziell eingerichtet.
Zu diesen gehören außer CeV auch (vorgeschlagene Kandidaten in doppelten Anführungszeichen):
- „Organic Lake Phycodnavirus 1“ und „2“ (OLPV1, OLPV2),[16]
- Spezies Tethysvirus hollandense mit Phaeocystis globosa Virus 12, 14 und 16 (PgV-12T, PgV-14T, PgV-16T, infizieren Phaeocystis globosa, Haptophyta),[14][17][18]
- „Phaeocystis pouchetii virus 01“ (PpV-01),[19]
- „Yellowstone lake giant virus“ (YLGV), alias „Yellowstone Lake Mimivirus“[20] bzw. ursprünglich „Yellowstone Lake Phycodnavirus 4“ (YSLPV4).

Die Mesomimiviridae sind damit eine Schwestergruppe der Mimiviridae innerhalb der Imitervirales.

## Aufbau
Die Viruspartikel/Virionen von CeV haben einen Durchmesser von 160 nm.
Sie haben eine ikosaedrische Struktur und keine äußere Membran.

## Genom

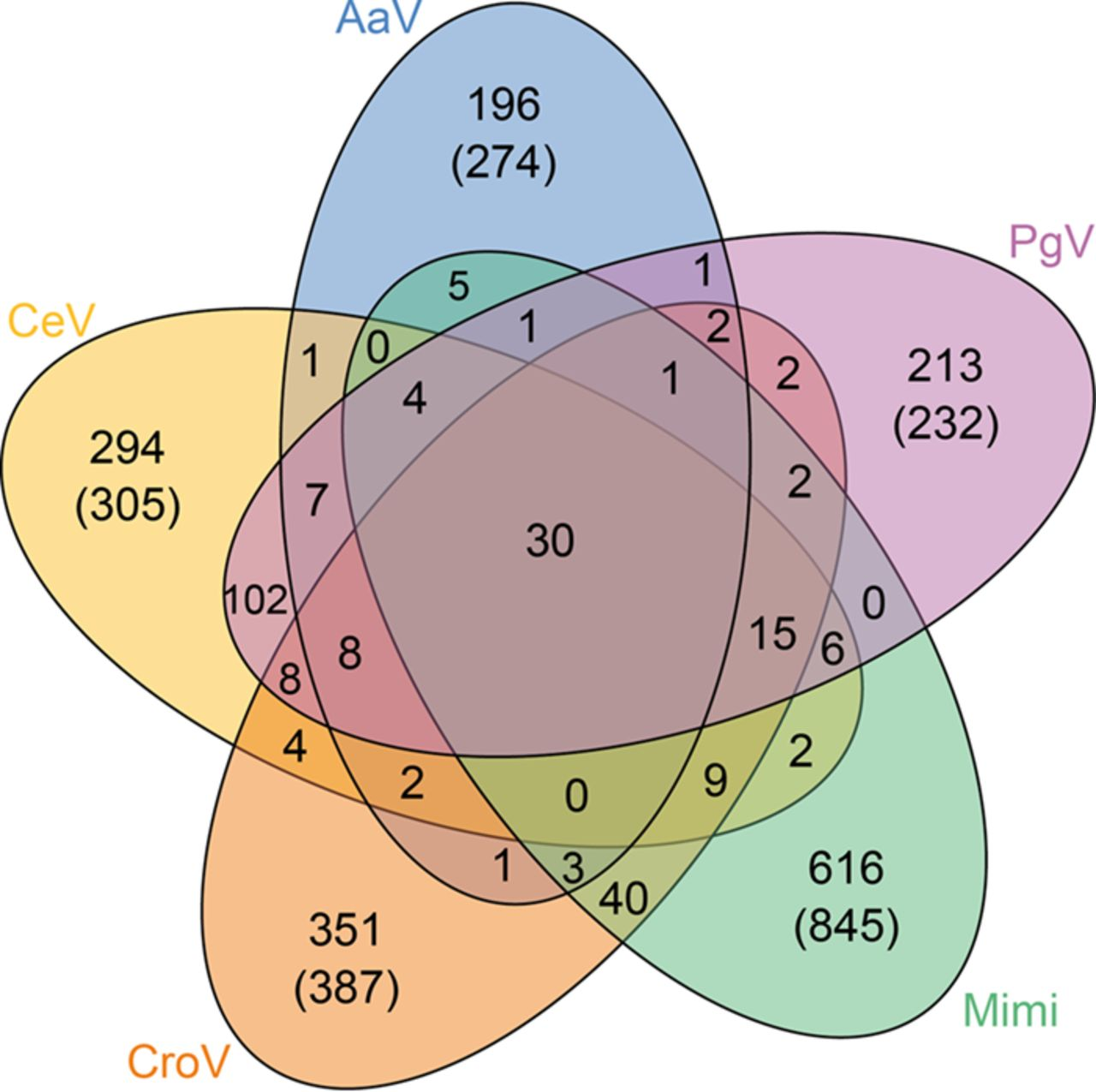
Diagramm, das die Beziehungen von fünf Mitgliedern der erweiterten Familie Mimiviridae (Ordnung Imitervirales) aufgrund ihres Genoms zeigt.

Das Genom von CeV-01B hat 473.558 bp und einen niedrigen GC-Gehalt von 25 %. Es wird vorausgesagt, dass 512 ORFs (englisch Open Reading Frame) vorhanden sind (vorhergesagte Anzahl der kodierten Proteine).
CeV-01B besitzt eine große Anzahl von Kerngenen wie das Major capsid protein VP1 und die DNA-Polymerasen B mit Ähnlichkeit zu den jeweiligen Genen der PgV-Stämme (Tethysvirus hollandense).
Das Vorhandensein der Sequenzen von MutS7 und einer DNA-Reparatur-Nuklease vom Typ ERCC4, die an der DNA-Reparatur beteiligt sind, legt nahe, dass CeV-=1B die Fähigkeit besitzen könnte, seine DNA zu reparieren.
Das zuletzt genannte Enzym wird typischerweise zur Reparatur von DNA-Schäden verwendet, die durch UV-Licht verursacht werden. Das entspricht dem Lebensraum eines Mimivirus, das einen photosynthetischen Wirt infiziert.
CeV-01B hat darüber hinaus 305 Gene, zu denen die keine Übereinstimmung in den öffentlichen Datenbanken gefunden werden konnte, und die daher möglicherweise spezifisch für dieses Virus sind.

## Vermehrungszyklus
Über den Vermehrungszyklus von CeV-01B ist wenig bekannt (Stand 2001). Es repliziert im Zytoplasma des Wirts und sein Lysezyklus dauert 14 bis 19 Stunden.
CeV besitzt in seinem Genom eine Sequenz, die für eine DNA-Polymerase und zwei DNA-abhängige RNA-Polymerase II kodiert.
Es hat auch zwölf tRNAs, was auf eine bedeutende Maschinerie für eine relative unabhängige Replikation und Virionbildung hinweist, wie es für Mimiviridea charakteristisch ist.